# Operatie Abercrombie
Operatie Abercrombie was een commando-operatie in Frankrijk tijdens de Tweede Wereldoorlog. De operatie vond plaats in Hardelot in de nacht van 21 op 22 april 1942. Bij deze operatie werd voor het eerst nieuw ontworpen landingsvaartuigen gebruikt.

## Operatie
De geallieerde strijdkrachten bestonden uit 100 Britse en 50 Canadese commando's onder commando van Lord Lovat.
De doelen van de geallieerden waren:
- de verdedigingswerken op het strand verkennen,
- krijgsgevangenen nemen,
- een zoeklichtinstallatie vernielen.

De operatie zou eerst plaatsvinden op in de nacht van 18 en 19 april, maar een van de LCA's maakte water en zonk tijdens de heenreis. Hierbij kwamen twee commando's om het leven en werd de operatie afgebroken. Een tweede poging vond plaats in de nacht van 21 april met een vervangend LCA. Door navigatieproblemen en vijandelijk vuur lukte het de Canadezen niet om aan land te komen. De Britten konden wel ongezien aan land komen en kwamen erachter dat de Duitse verdediging zwak was. Ze konden de zoeklichtinstallatie opblazen, maar geen Duitse soldaten gevangen nemen.